# Ndwandwe
Os anduandués ou ndwandwe foram uma tribo de povos angunes que, na segunda metade do século XVIII e primeiras décadas do século XIX, ocupavam o território sul-africano entre os rios Pongolo e Mfolozi, na região conhecida como Cuazulo-Natal.
Nessa época, eram frequentes as incursões entre as várias tribos, pela posse da terra e do gado; esses conflitos foram causados pelo aumento da população, devido à grande fertilidade da região. No entanto, raramente os conflitos causavam grandes perdas em vidas humanas, não só pela afinidade étnica entre elas, mas também pela tradição que impedia que se matassem os inimigos, a não ser em legítima defesa, e principalmente pelas alianças entre tribos que eram, em geral, privilegiadas.
Nas últimas décadas do século XVIII ou primeira do século XIX, subiu ao poder dos mtétuas, uma tribo vizinha, Dingiswayo, que iniciou uma reforma militar e um projeto de expansionismo. O chefe dos anduandués, Zwide, tentou resistir aos exércitos de Dingiswayo, mas foi obrigado a levar o seu povo para norte do rio Pongolo (também grafado "Phongolo" ou "Pongola"). Nesse movimento, obrigou a tribo vizinha dos suázis a refugiarem-se na região que se tornou o Essuatíni.
Entretanto, o jovem Shaka, da tribo dos zulus, tinha sido adoptado por Dingiswayo, integrado o seu exército e eventualmente chegado a comandante de uma das suas unidades. Este jovem subverteu as regras militares, trocando a lança de arremesso anteriormente usada, o "assegai" (ou "zagaia" ou ainda "azagaia", em Moçambique), por uma adaga curta para a luta corpo-a-corpo, e encorajando os seus guerreiros a matarem guerreiros inimigos.
Para sobreviverem aos ataques dos mtétuas, os anduandués tiveram que adoptar as mesmas táticas. De tal forma que, em 1818, Dingiswayo foi morto numa batalha contra os anduandués. Shaka, que nessa altura já era chefe dos zulus, assumiu o poder dos mtétuas, que deixaram de existir como tribo separada. Foi dessa forma que surgiu o Reino Zulu, por vezes também chamado Império Zulu, que continuou a luta contra os anduandués, no que ficou conhecido como a Guerra Ndwandwe–Zulu. A primeira grande batalha deu-se perto da colina Gokoli (também referida como "Gqokli Hill", em território Zulu), ainda em 1818, e provou a excelência das táticas de Shaka: o exército anduandué, apesar da superioridade numércia, teve que se retirar.
Em 1819, Zwide fez nova expedição contra os zulus, mas Shaka novamente mudou a sua tática, deixando o exército anduandué penetrar no seu território e atacando-o com pequenos destacamentos, que fugiam a seguir, como numa guerra de guerrilha. Este processo causou o cansaço dos anduandués que decidiram regressar ao seu território mas, quando íam a atravessar o rio Mhlatuze, já em 1820, as tropas zulus, emboscadas numa colina próxima, atacaram e destroçaram o exército anduandué.
Os guerreiros que conseguiram fugir dividiram-se em três grupos: Zwide levou os seus homens para as montanhas de Mepumalanga, enquanto que Soshangane e Zwangedaba se instalaram na região a sul do rio Limpopo. Este movimento foi o início do Mfecane, em que, não só os anduandués, mas também muitos guerreiros zulus deixaram a sua terra natal e partiram para norte, atacando muitas das tribos que encontravam pelo caminho e eventualmente formando novos estados, como foi o caso do Império de Gaza, abrangendo o sul de Moçambique e parte do norte da África do Sul.
O grupo de Zwide, que podia considerar-se o remanescente da tribo anduandué, foi atacado e praticamente dizimado por Shaka, depois da morte do chefe, em 1826, devido à luta pelo poder entre dois dos seus filhos. Desta forma terminou a linhagem anduandué, uma vez que os restantes se assimilaram com os povos locais, tomando inclusivamente a sua língua, ao longo das gerações, sendo que o grupo de Sochangane passou a apelidar-se de "changana" (em Moçambique, ou "shangaan" na África do Sul).
Zwangedaba continuou para norte e instalou-se na região que é conhecida por Maláui, deixando pequenos grupos à volta dessa região, de tal forma que a língua nianja é chamada "ngoni" ou "cingoni" em alguns locais, apesar de não ser derivada das línguas angunes.